# Belfius Art
Belfius Art is een wedstrijd die georganiseerd wordt door Belfius Bank, samen met de koepelorganisaties van het Deeltijds kunstonderwijs Codibel (het comité van directeurs beeldende kunst) en ADEAP (Association des Directeurs de l'Enseignement des Arts plastiques et de Promotion socio-culturelle) voor leerlingen plastische kunst van Belgische academies uit het Deeltijds kunstonderwijs.

## Historiek
Vanaf 1970 werd gedurende bijna 20 jaar de wedstrijd “Lijn, Kleur en Volume” georganiseerd. Een wedstrijd voor jonge getalenteerde schilders, tekenaars en beeldhouwers. Na een korte onderbreking werd er op vraag van de academies in 1998 gestart met een kleinschaliger project ‘Axion Art’, dat tijdens de zomermaanden jonge kunstenaars de mogelijkheid gaf hun werken tentoon te stellen in de Passage 44.
In 2004 werd er opnieuw geopteerd voor een wedstrijdformule, maar vanaf dan gekoppeld aan een tentoonstelling. Het werd een wedstrijd georganiseerd zowel in Vlaanderen, Wallonië als het Brussels Hoofdstedelijk Gewest voor jongeren en jongvolwassenen van 18 tot 35 jaar met als doel een forum te bieden om hun creativiteit te tonen, maar ook om het belang en het uitstekende werk van de academies onder de aandacht te brengen.
In 2010 zag het project ‘Cultuur voor Iedereen’ het levenslicht waarbinnen deze wedstrijd zijn plaats vond vanwege de link met de aandacht voor lokale verankering en de toegankelijkheid voor iedereen.
Nieuw in 2011 was dat de wedstrijd opgedeeld werd in een regionaal en een nationaal gedeelte. Deze splitsing betekende een grotere betrokkenheid van de academies die zelf de eerste selectie per regio doen. 2012 werd een scharnierjaar. De regionale en nationale selectie werd behouden, maar de naam veranderde in ‘Belfius Art’ en de wedstrijd en de tentoonstelling werden vanaf dat moment georganiseerd zonder leeftijdsgrens!

## Verloop van de wedstrijd vandaag
De wedstrijd verloopt in twee delen: een regionale selectie en een nationale selectie.
Een eerste selectieproef wordt georganiseerd op regionaal niveau. Een vakjury selecteert de kunstenaars uit de verschillende voorstellen van de academies (maximaal 10 kunstenaars per regio, maximaal 50 in totaal). In het begin van het jaar wordt in elke regio  een tentoonstelling gehouden (in Vlaanderen rond de “dag van het DKO”).
De geselecteerde kunstenaars nemen vervolgens deel aan de nationale wedstrijd. Hun werken worden opgenomen in een catalogus en in Brussel tentoongesteld in de gebouwen van Belfius Bank. Een nationale jury beoordeelt de werken en selecteert twee Belfius Art-laureaten.
De laureaten worden bekendgemaakt op de vernissage van de tentoonstelling. Zij krijgen een geldprijs en kunnen blijvend rekenen op de steun van Belfius bij de uitbouw van hun oeuvre. Ook de academies van de winnende laureaten krijgen een prijs, de ‘Prijs van de Academie’, omdat zij door hun enthousiasme en blijvende inzet hun leerlingen stimuleren.
Ook de winnaar van de ‘Prijs van het Personeel’ van de vorige editie wordt bekendgemaakt. Het winnende werk wordt opnieuw tentoongesteld en heeft ook recht op een prijs. 
Elke bezoeker krijgt gratis de overzichtscatalogus.
De volledige  tentoonstelling is vanaf de vernissage, eind april/begin mei, tot eind juli gratis te bezoeken tijdens de kantooruren.

## Laureaten Belfius Art 2013
- Eerste prijs [5]: 
- Alexandra Cool - The time being - Installatie - Academie Beeldende Kunst van de Vlaamse Gemeenschap (RHOK) Etterbeek
- Tweede prijs ex aequo:
- Nick Proot - Superhuman Portaits of congenital phenomena - Fotografie - Academie voor Beeldende Kunst Gent[6]
- David Clément - Voies du silence - Zeefdruk - Académie des Beaux-Arts de Watermael-Boitsfort

## Laureaten Belfius Art 2012
- Patrick Couder[7] - Chinoiseries - Droge naald - Academie voor Beeldende Kunsten, Etterbeek
- Régine Riou - Nell et la robe, Le linge, Un jour de grand vent - Analoge fotografie - Académie des Beaux-Arts Alphonse Darville, Charleroi